# Hexorthodes agrotiformis
Hexorthodes agrotiformis là một loài bướm đêm trong họ Noctuidae.